# 13748 Ределі
13748 Ределі (13748 Radaly) — астероїд головного поясу, відкритий 25 вересня 1998 року.
Тіссеранів параметр щодо Юпітера — 3,214.
Названо на честь американського геолога Реджиналда Олдворта Делі